# Ascorhynchus antipodus
Ascorhynchus antipodus is een zeespin uit de familie Ascorhynchidae. De soort behoort tot het geslacht Ascorhynchus. Ascorhynchus antipodus werd in 1987 voor het eerst wetenschappelijk beschreven door Child. 